# 帕德博恩
帕德博恩（德語：Paderborn，發音：[paːdɐˈbɔʁn] ⓘ）是德国北莱茵-威斯特法伦州代特莫尔德行政区帕德博恩县的城市，也是帕德博恩县的县治，面积179.59平方千米，2023年12月31日人口为155,749人。
该市得名于帕德河（Pader），该河发源于帕德博恩主教座堂附近的200多个泉源，天主教圣人圣利博留斯也埋葬在那里。

## 历史

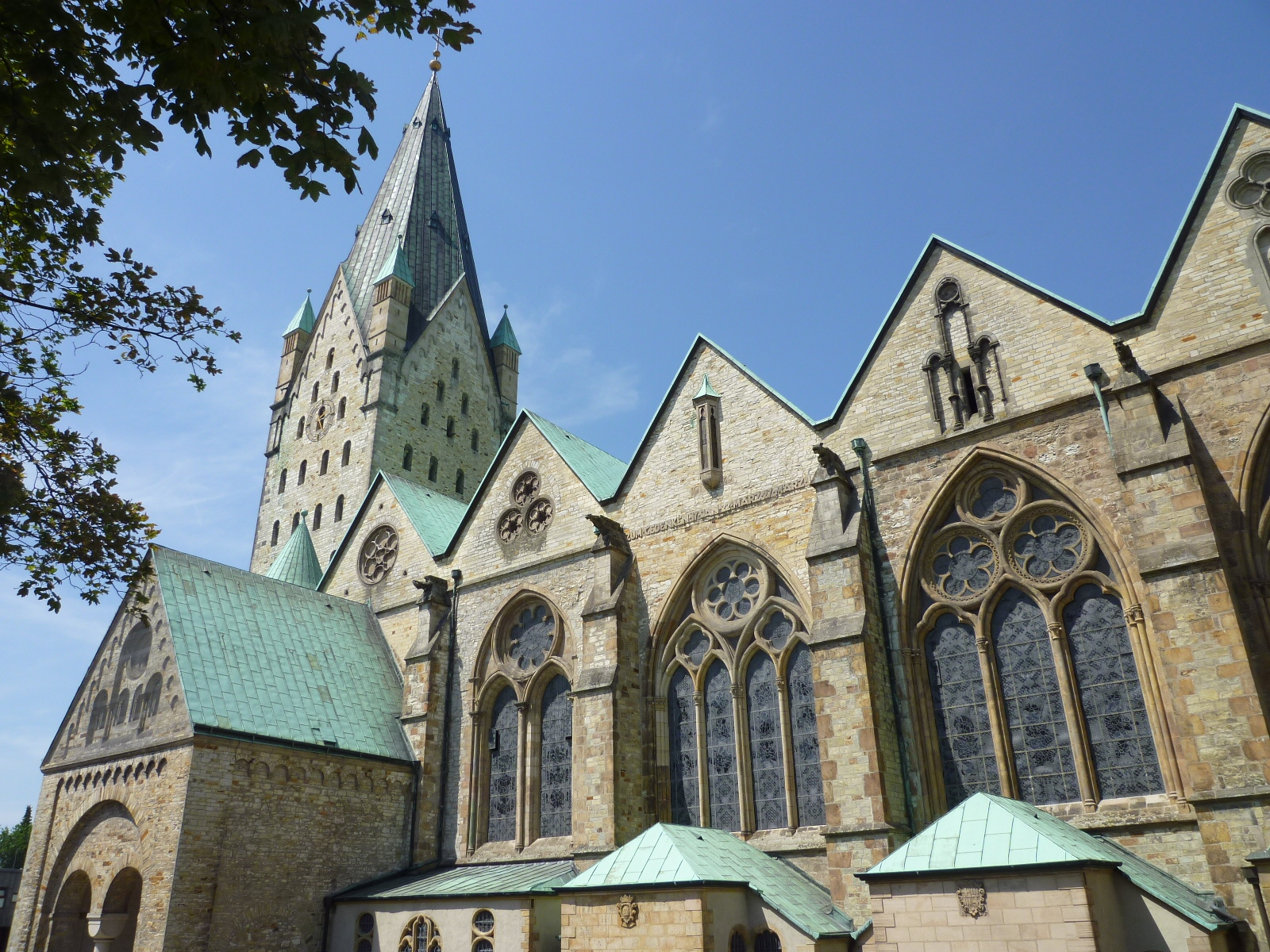
帕德博恩大教堂

帕德博恩有文字记录的历史可以追溯到公元777年。当时查理大帝征服萨克森地区之后在帕德泉附近建立了城堡。同年，他在萨克森领地上召开了第一次法兰克帝国会议。公元799年法兰克国王查理在他的行宫接见了从罗马逃出的教皇利奥三世。
公元1295年帕德博恩成为了汉萨同盟的成员。1802年，這座城市被普魯士佔領，1807年至1813年被法國附庸國威斯特伐利亞王國占領，最後又回到普魯士。
1804年，帕德博恩的藥劑學徒弗里德里希·瑟圖納第一個從鴉片中分離出嗎啡。
1914年，帕德博恩軍營改建為戰俘營。
1930年，帕德博恩教區晉升為總教區，现在是天主教帕德博恩总主教的驻地
第二次世界大戰期間，帕德博恩於1944年和1945年遭到盟軍飛機轟炸，造成85%的毀壞，其中包括許多歷史建築。1945年3月31日至4月1日的一場激戰後，它被美國第3裝甲師佔領，在這場激戰中，在機械化步兵聯合攻擊該市的西南、南部和東南部通道時使用了坦克和火焰噴射器。
1946年—1949年，这里被英军占领。在20世紀4、50年代城市重建後，帕德博恩成為威斯特法倫州的主要工業中心。英國陸軍在該地區保留了大量存在，直到2020年英國部隊重新部署回英國。只有少量培訓和支持人員留在帕德博恩，以方便臨時部署以使用森讷拉格訓練區。 
2022年5月20日，帕德博恩遭遇破壞性龍捲風襲擊，造成38人受傷，沿途損失慘重。

## 交通

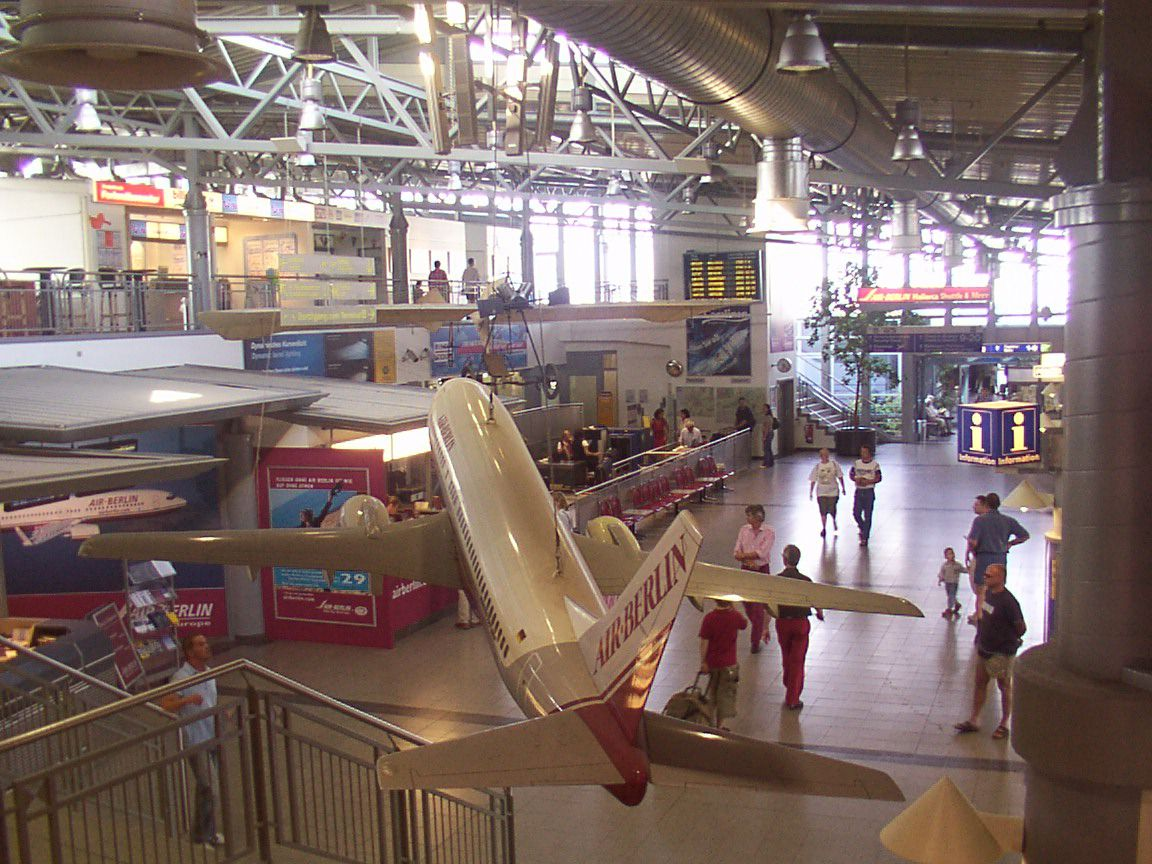
机场

帕德博恩/利普施塔特机场位于城西南15千米处，连接帕德博恩与德国各大机场，并提供飞往欧洲多地的航班。
A33高速公路贯穿帕德博恩境内，并连接A2及A44高速公路，从而使帕德博恩融入德国高速公路网内。
帕德博恩火车总站有IC停靠。

## 经济
帕德博恩是原利多富電腦公司的总部所在地，该公司于20世纪90年代初被西门子公司收购，后成为德利多富和迪堡多富。
此外，以下企业位于帕德博恩：
- Benteler AG（英语：Benteler AG）
- 科乐收
- 德国铁路
- dSPACE GmbH（英语：dSPACE GmbH）
- 偉創力
- 富士通技术解决方案有限公司（英语：Fujitsu Technology Solutions）
- Orga Systems（英语：Orga Systems GmbH）
- 安全计算公司（英语：Secure Computing Corporation）
- 西门子公司
- Zuken（英语：Zuken）

## 教育
帕德博恩是威斯特法伦地区最古老的学院所在地。1614年，耶稣会成立了帕德博恩大学，1819年关闭，1972年重新开放。目前该校约有2万名学生。
此外，该市还有一些神学院和私立学术机构。該市有許多高级文理中学，其中最著名的有特奥多里亚努姆高级文理中学和圣米夏埃尔高级文理中学。還有幾所英國小學，例如位於森內拉格的約翰·巴肯學校（John Buchan School），主要教育英國軍人和駐軍僱員的子女，直至2019年關閉。

## 体育
帕德博恩有，该俱乐部于2019年升入德甲，但同赛季结束后又降回德乙。

## 友好城市
帕德博恩与以下城市结为友好城市：
- 法國 勒芒（1967年）[3]
- 英格兰 博尔顿（1975年）
- 美国 貝爾維爾（1990年）
- 西班牙 潘普洛納（1992年）
- 波蘭 普热梅希尔（1993年）
- 匈牙利 德布勒森（1994年）
- 中国 青岛市（2003年）